# Mistrzostwa Europy w biegu na 100 km 1999
8. Mistrzostwa Europy w biegu na 100 km 1999 – zawody lekkoatletyczne, które odbyły się 10 września 1999 w Winschoten, Holandia.

## Medaliści
|                         | 1. miejsce       | Rezultat | 2. miejsce        | Rezultat | 3. miejsce              | Rezultat |
| Mężczyźni indywidualnie | Pascal Fetizon   | 6:39:16  | Mikhail Kokorev   | 6:42:18  | Gilles Diehl            | 6:44:39  |
| Kobiety indywidualnie   | Elvira Kolpakova | 7:33:39  | Magali Maggiolini | 7:55:35  | Yelena Bikulova-Maskina | 8:08:22  |

## Reprezentacja Polski

### Mężczyźni
| Miejsce | Zawodnik         | Klub               | Rezultat |
| 7.      | Andrzej Magier   | LKS Zorza Gdynia   | 7:01:52  |
| DNF.    | Jarosław Janicki | MKS Hermes Gryfino | -        |
| DNF.    | Maciej Ciepłak   | RMKS Rybnik        | -        |